# کنارگردن‌سانیان
کنارگردن‌سانیان (نام علمی: Pleurodira) نام یک زیرراسته از راسته لاک‌پشت است.
لاک‌پشت‌‌سانان به دو زیرراسته کنارگردن‌سانیان و نهان‌گردن‌سانیان تقسیم‌بندی می‌شوند. به زیرراسته‌ای از لاک‌پشت‌ها که نمی‌توانند گردن خود را به‌ طور کامل به زیر لاک بکشند کنارگردن‌سانیان گفته می‌شود.
به لاک‌پشت‌هایی که این توانایی را دارند که سر و گردن خود را به زیر لاک بکشند، نهان‌گردن‌سانیان گفته می‌شود.